# Loma de Sotelos
Loma de Sotelos är en ort i Mexiko.   Den ligger i kommunen Unión de San Antonio och delstaten Jalisco, i den centrala delen av landet, 300 km nordväst om huvudstaden Mexico City. Loma de Sotelos ligger 1 848 meter över havet och antalet invånare är 267.
Terrängen runt Loma de Sotelos är en högslätt. Runt Loma de Sotelos är det ganska tätbefolkat, med 129 invånare per kvadratkilometer. Närmaste större samhälle är San Francisco del Rincón, 17,2 km sydost om Loma de Sotelos. I omgivningarna runt Loma de Sotelos växer huvudsakligen savannskog.